# Denkmal- und Reliquien-Kommission (Sierra Leone)
Die Denkmal- und Reliquien-Kommission (englisch Monuments and Relics Commission) ist seit 1948 die sierra-leonische Denkmalschutzbehörde. Die Aufgabe besteht, gemäß der Monuments and Relics Ordinance aus dem Jahr 1946, aus dem „Erhalt von altertümlichen, historischen und natürlichen Denkmälern, Reliquien und Objekten archäologischer, historischer oder wissenschaftlicher Bedeutung.“ Die Verordnung wurde 1962 und 1967 angepasst und beinhaltet nun auch ausdrücklich den Unterhalt des Nationalmuseums.
Der Kommission gehören fünf Kommissare sowie jeweils ein Vertreter des Tourismus- und Kulturministeriums sowie des Nationalmuseum von Sierra Leone an.
Zwischen 1966 und 2016 wurden keine neuen Denkmäler deklariert.
2019 wurde der Bau eines nationalen Kulturdorfes bei Maballah abgeschlossen. Der Bau der ersten Nationalgalerie des Landes ist (Stand 2021) nicht beendet.